# Pharmacophagus koannania
Pharmacophagus koannania is een vlinder uit de familie van de pages (Papilionidae). De wetenschappelijke naam van de soort is, als Papilio (Pharmacophagus) koannania, voor het eerst geldig gepubliceerd in 1907 door Shonen Matsumura. Pharmacophagus is een taxon dat niet meer als ondergeslacht van Papilio wordt beschouwd maar als geslacht zelfs in een ander tribus wordt geplaatst (Troidini); de status van deze naam is onduidelijk.